# Victor Onișor
 Victor Onișor (n. 19 iunie 1874, Zagra, comitatul Bistrița-Năsăud, Austro-Ungaria - d. 16 mai 1932, Viena, Austria) a fost un deputat în Marea Adunare Națională de la Alba Iulia, organismul legislativ reprezentativ al „tuturor românilor din Transilvania, Banat și Țara Ungurească”, cel care a adoptat hotărârea privind Unirea Transilvaniei cu România, la 1 decembrie 1918.

## Biografie
A terminat Facultatea de Drept din Budapesta, profesând ulterior ca avocat în Bistrița. În perioada studenției a activat în Societatea „Petru Maior”, mai întâi ca secretar și apoi ca președinte. A fondat ziarul Gazeta Bistriței și a sprijinit înființarea unor instituții culturale în comitatul Bistrița-Năsăud. În 1918 a fost președinte al organizației Comitetului Național Român din comitatul Bistrița-Năsăud.
De asemenea, s-a ocupat de organizarea consiliilor și gărzilor comunale. După 1918 a fost secretar general cu probleme de politică externă în Consiliul Dirigent. S-a ocupat de organizarea administrativă a Transilvaniei după Unire. A fost profesor la Facultatea de Drept din Cluj. S-a stins din viață pe 16 mai 1932 în Viena.
Victor Onișor a fost inspiratorul personajului Victor Grofșoru, avocatul din romanul Ion (1920) al lui Liviu Rebreanu.

## Publicații
- Legiuirea țării noastre, Bistrița, 1901
- Legile grănicerilor năsăudeni despre administrarea pădurilor, Bistrița, 1905
- Tratat de drept administrativ, Orăștie, 1905
- Tratat de drept administrativ român, Tipografia Dr. S. Bornemisa, Cluj, 1923,